# Moon Records
«Moon Records» — музыкальный лейбл и издатель. Основан на территории Украины в 1997 году продюсером Андреем Пасичником. Имеет представительство в Германии, Чехии и России.
Музыкальная компания Moon Records издаёт, продюсирует и распространяет альбомы украинских и зарубежных представителей поп, рок, рэп/хип-хоп и электронной музыки, а также исполнителей других направлений.

## Каталог
Дистрибьюторский каталог компании Moon Records насчитывает более пяти тысяч альбомов. Среди них альбомы и дискографии таких исполнителей как: Dan Balan, Тимур Родригез, Кирилл Туриченко, Серёга, ТИК, Диля, Виктор Павлик, Latexfauna, Скрябин, СУВОРОВА, Анастасия Приходько, Виталий Козловский, Лавика, Арсен Мирзоян,Тоня Матвиенко, Иван Дорн, Горячий Шоколад (в сотрудничестве с Дмитрием Климашенком на основе продюсерского центра DK & MOON), Наталья Валевская, Green Grey, Нумер 482, TARABAROVA, daKooka, Оля Полякова, Пающие трусы, Pianoбой, Vivienne Mort, O.Torvald, Robots Don’t Cry , Мария Бурмака, Kishe, Сергей Кузин, Соня Сотник, Riffmaster, Stoned Jesus, Юрий Здоренко, Евгений Рогачевский (гитарист ВВ), Бумбокс, и других.

## История создания
Музыкальный лейбл Moon Records был основан в 1997 году и в первые годы своей деятельности специализировался на издании альтернативной и неформатной музыки, включая самые разные стили — от «гангста» рэпа до тяжелого металла.
Быстро став лидером в своем направлении, компания Moon Records стала расширять стилистические рамки своих релизов и начала активно работать в самых разных жанрах современной коммерческой и неформальной музыкальной индустрии. Став одним из самых известных звукозаписывающих и издающих лейблов Украины, компания Moon Records получила признание и завоевала авторитет, как в отечественном шоу-бизнесе, так и в ближнем зарубежье.
Кроме сотрудничества с самыми топовыми и востребованными артистами страны, компания Moon Records также стояла у истоков создания множества молодых талантливых групп самых разнообразных жанров. Благодаря совместной плодотворной работе, артистов лейбла можно всегда увидеть и услышать в высших строчках музыкальных чартов на ведущих телеканалах и радиостанциях, как Украины, так и за ее пределами.
С середины 2002 года Moon Records приобретает статус официального представителя на Украине музыкальной компании «Мистерия звука». В число партнёров компании входят Gala Records, Мистерия звука, Universal Music, СОЮЗ (концерн), CD Land, Монолит, Квадро-диск, Irond Records, 100PRO и прочие компании.
На сегодняшний день деятельность компании охватывает весь мир. Moon Records уже имеет открытые представительства в Германии и России. В Чехии работает подразделение компании — фирма Moon Vinyl.
Лейбл относится к числу крупнейших и старейших на территории Украины.

## Основные направления деятельности Moon Records
- Оптовая продажа механических носителей CD, DVD, VINYL / LP. Видео-контент представляет собой музыку и видеоклипы, концертные съемки, художественное и документальное кино. Издание и дистрибуция виниловых пластинок осуществляется с помощью зарегистрированной в Чешской Республике компании MOON VINYL s.r.o.

Розничная торговля механическими носителями и цифровым медиа-контентом в фирменном интернет-магазине.
Благодаря MOON VINYL s.r.o. продукция компании представлена не только на украинском, но и на мировом рынке, охватывая более 240 стран мира и около 200 крупнейших интернет-магазинов, среди которых особое место занимает iTunes Store — крупнейший онлайн интернет-магазин-супермаркет по распространению цифрового аудио и игрового медиа-контента, а также Google Play, Яндекс.музыка, Deezer и другие.
Размещения и монетизация музыкального контента на крупнейших легальных сайтах. Являясь официальным партнером youtube.com, MOON RECORDS охватывает интернет-аудиторию всего мира и эффективно распространяет музыкальный материал своих артистов среди международных слушателей.
Дистрибуция мобильного контента посредством сотрудничества с крупнейшими операторами мобильной связи.
Контроль и сбор вознаграждения за публичное исполнение и трансляцию произведений и фонограмм. Пресечения неправомерного использования прав и полную защиту интересов авторов и исполнителей.
Промо-поддержка релизов, включая размещение музыкального контента в теле- и радиоэфире; рекламное сопровождение в эфире радиостанций, на плазменных экранах в общественных местах (крупные торговые центры, сетевые маркеты, рестораны и другие), организация презентаций и автограф-сессий, размещение информации о релизах в печатных СМИ, PR-поддержка деятельности артиста. Компания ежеквартально предоставляет артистам отчетность и осуществляет регулярные выплаты роялти.

## Награды
В 2011 году компания получила специальную премию «Золотое перо» за весомый вклад в развитие украинского шоу-бизнеса.
В 2017 году Moon Records получил признание как один из наиболее популярных каналов YouTube и был награждён серебряной кнопкой YouTube[значимость факта?]